# Cottingley

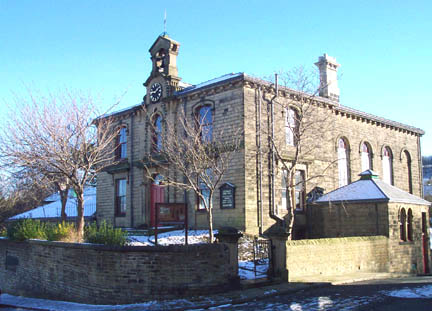
Radnice v Cottingley

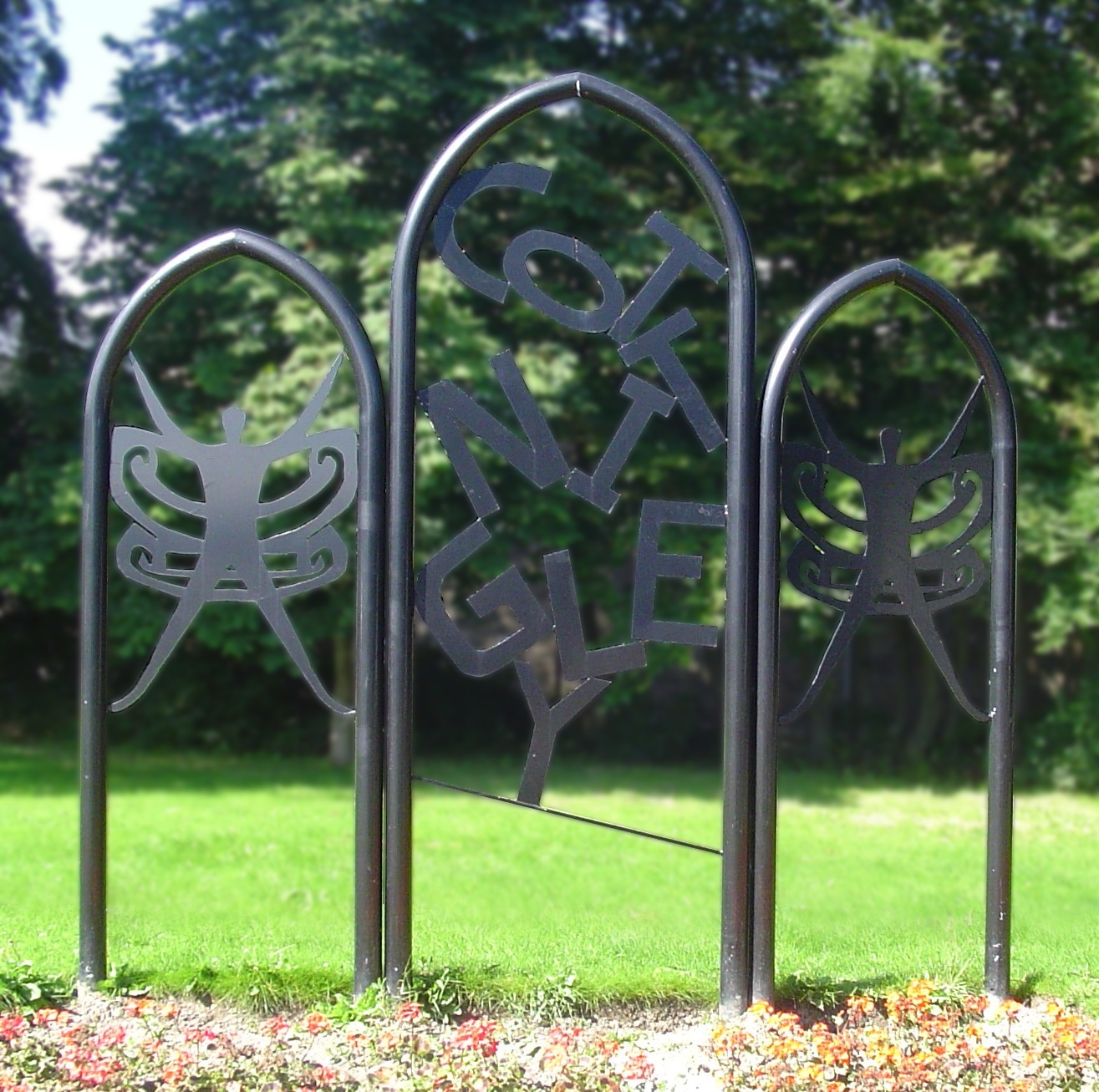
Poutač obce Cottingley odkazující na příběh víl

Cottingley je předměstí města Bradford v anglickém hrabství West Yorkshire, ležící mezi Shipley a Bingley. Je zřejmě nejznámější díky vílám z Cottingley na několika fotografiích, které pořídily dvě mladé sestřenice Elsie Wrightová a Frances Griffithsová u tamějšího potoka na počátku 20. století.

## Geografie
Obec leží v údolí Aire mezi Shipley a Bingley ve výšce asi 100 metrů nad mořem. Na severu prochází silnice A650; Cottingley se dříve, před postavením hlavní silnice v roce 1825, nacházelo na hlavní silnici z mostu z Bridge do Bingley. Krajina na východ k silnici B6269 je především plochá a na západě se tyčí do výšky 170 metrů. Cottingleyský potok teče v hlubokém a úzkém skalním kanálu na sever, kde se vlév do řeky Aire.
Oblast leží na Millstone Grit, nižší svahy jsou pokryty zemí s náplavou balvanů, se známkami ledového driftu. Bylo zde naleziště uhlí o tloušťce přibližně 75 stop. Staré důlní šachty se nacházely po obou stranách cesty Cottingley Cliffe Road a jsou vyznačeny jako staré uhelné doly na mapě z roku 1852. Dá se tedy předpokládat, že některé z nich v té době ještě stále pracovaly.
Podle sčítání lidu z roku 1991 mělo předměstí 4 649 lidí, z nichž většina byli dospělí ve věku 30 let a mladí lidé. Obyvatelé pracují v místní koželužně a průmyslu. Obec má dvě školy, školku, obchodní sítě, pomník padlým během 1. světové války a zábavní park.

## Další poznámky
- Stock House byl dům továrníka pana Thomase Bainese.
- Cottingley Hall zobrazený na mapách z roku 1908 je položený poblíž sídla současného parku Cottingley Manor Park. Na mapě z roku 1852 je označen jako Cottingley House.
- Cottingley mělo také svůj vlastní rezervoár spravovaný společností Cottingley Water Works Co. Je vyznačen na mapách z roku 1908 poblíž farmy Manor Farm (nyní March Cote Lane).